# Anisodes difficilis
Anisodes difficilis är en fjärilsart som beskrevs av Louis Beethoven Prout 1920. Anisodes difficilis ingår i släktet Anisodes och familjen mätare. Inga underarter finns listade i Catalogue of Life.